# Cynolebias
Cynolebias è un genere di pesci d'acqua dolce appartenenti alla famiglia Rivulidae.

## Distribuzione e habitat
Questa specie è diffusa nelle acque dolci del Sudamerica.

## Specie
Oggetti di diversi studi negli ultimi due decenni, le specie del genere sono state ridotte e accorpate ad altri generi, cosicché nel 2012 il genere conta le seguenti 14 specie:
- Cynolebias albipunctatus
- Cynolebias altus
- Cynolebias attenuatus
- Cynolebias gibbus
- Cynolebias gilbertoi
- Cynolebias griseus
- Cynolebias itapicuruensis
- Cynolebias leptocephalus
- Cynolebias microphthalmus
- Cynolebias paraguassuensis
- Cynolebias parnaibensis
- Cynolebias perforatus
- Cynolebias porosus
- Cynolebias vazabarrisensis

## Acquariofilia
Alcune specie sono allevabili in acquario, soprattutto da appassionati, vista la delicatezza del ciclo vitale di queste specie.